# Jordanoleiopus femoralis
Jordanoleiopus femoralis es una especie de escarabajo longicornio del género Jordanoleiopus, tribu Acanthocinini, familia Cerambycidae. Fue descrita científicamente por Hunt & Breuning en 1957.

## Distribución
Se distribuye por Sudáfrica.

## Descripción
La especie mide 3 milímetros de longitud. El período de vuelo ocurre en el mes de noviembre.